# Winter Castle – Romanze im Eishotel
Winter Castle – Romanze im Eishotel (Originaltitel: Winter Castle) ist ein kanadisch-US-amerikanischer Fernsehfilm von Marita Grabiak aus dem Jahr 2019, der am 17. November 2020 vom Sender Super RTL in Deutschland zum ersten Mal gezeigt wurde. Der Film wurde von Hallmark Entertainment für die Reihe der Hallmark Channel Original Movies produziert. Die Hauptrollen in dieser Geschichte um eine Hochzeit in einem wunderschönen Eishotel sind mit Emilie Ullerup, Kevin McGarry, Meghan Heffern, Habree Larratt und Melanie Mullen besetzt. 

## Handlung
Die Kinderbuchautorin Jenny wird von ihrer Schwester Meg zu deren Hochzeit mit Tony eingeladen. Meg will die Hochzeit in einem Eishotel feiern und Jenny hat sofort die Idee, das märchenhafte Ambiente für eine neue Geschichte zu nutzen. Kaum angekommen, trifft Jenny schon bald auf Craig und dessen kleine Tochter Sara, die ihr beide gut gefallen. Auch Craig ist von der impulsiven Jenny sehr angetan, zumal sie wunderbar mit seiner Tochter umzugehen versteht. Zur Hochzeit hat er sich jedoch schon Lana als Begleitung mitgebracht, die allerdings von der winterlichen Gegend nicht viel hält und ihn oft allein lässt. So trifft Craig immer wieder auf Jenny und unternimmt fast alle Winterausflüge nur mit ihr. Lana bemerkt sehr schnell, dass sie in Jenny eine Konkurrentin bekommen hat und beginnt sich etwas mehr Mühe zu geben. Craig ist sich daher unsicher, zwar hat er sich bereits in Jenny verliebt, aber Lana war die letzten Jahre immer für ihn und seine Tochter da, sodass er sich ihr verpflichtet fühlt. Als Lana aber einsieht, dass sie gegen Jenny keine Chance hat, reist sie ab und wünscht Craig alles Gute. Unverhofft findet Lana eine neue Gesellschaft, denn der Concierge des Hotels nimmt sich ihrer an. Insgeheim hatte er schon bei ihrer Ankunft Gefallen an Lana gefunden.
Am Tag der Trauung, die in einer Kapelle ganz aus Eis stattfindet, gesteht Craig Jenny seine Liebe und da sie den Brautstrauß fängt, freut sich auch Craigs Tochter, weil sie sich Jenny als neue Mutter gewünscht hatte.

## Dreharbeiten, Veröffentlichung
Die Dreharbeiten zu Winter Castle – Romanze im Eishotel erfolgten im Hôtel de Glace, Saint-Gabriel-de-Valcartier in Québec und im Cumberland Heritage Village Museum in Cumberland (Ontario).
2020 wurde mit Winter Castle 2 – Eine winterliche Liebe ein zweiter Film im selben Hotel gedreht, dessen Handlung unabhängig vom ersten Film ist.
Der Film wurde am 25. Februar 2022 gemeinsam mit Winter Castle 2 mit einer deutschen Tonspur von der OneGate Media GmbH auf DVD veröffentlicht.

## Kritik
Die Kritiker der Fernsehzeitschrift TV Spielfilm meinten: „Coole Location, warmherzige Story: Schmelzalarm!“
Filmdienst.de sah in dem Film als einen „Konventionelle[n] Winter-Liebesfilm, dessen Ehrgeiz in dem ungewöhnlichen Schauplatz bereits ausgeschöpft“ sei. Weiter wurde ausgeführt: „Die unvermeidlichen Standards werden mehr schlecht als recht bedient, ohne dass sie zu irgendeinem Zeitpunkt ein befriedigendes Ganzes ergeben würden. – Ab 14.“